# 纸娃娃系统

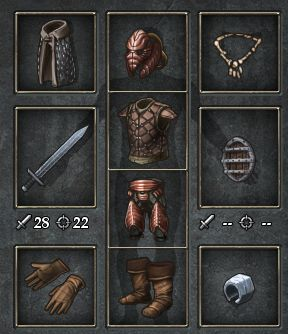
地下城探索电脑游戏 Legend of Grimrock (2012) 的角色显示截图

紙娃娃系統又稱Avatar系统是用在電腦遊戲上的通過細分角色模型或圖像，重新组合，来增加角色外觀數量的系統。根據引擎的不同，可分为「2D紙娃娃」和「3D紙娃娃」兩種。

## 原理

### 2D纸娃娃
在以前没有采用纸娃娃系统的游戏中，游戏角色的所有外观都是游戏美工预先制作好的，因此数量有限，且占用较多资源（内存，硬盘空间），比如为了实现同一角色拿着不同武器奔跑的图像，开发者不得不绘制两套奔跑图，分别加上不同的武器。而实际上，变化的只是武器，这样多的一组奔跑图像就是多余的。而纸娃娃系统就是针对此设计的。
在纸娃娃系统中，角色的每个动作，每套服装，武器，都只有一套，而且是独立的。引擎可以根据不同的需要，临时将几组图像拼装到一起，进而形成变化丰富的角色外观。例如同时角色奔跑，可以在手部绘制武器A，也可以绘制武器B。
为了丰富角色的动作，2D纸娃娃有时也将角色的头，身，手，脚等部位的动作都分开绘制。如《刀剑封魔录》就是采用这种设计，在2D图像基础上展示了更多变的角色动作。
2D纸娃娃系统比起普通游戏的最大优势就在于，数量相同的角色外观下，占用更少的资源，角色的外观变化即时展示。而这样的系统在编程稍稍复杂。

### 3D纸娃娃
3D纸娃娃系统不同于2D，因为在3D游戏中，可以借助骨骼系统来控制角色动作，因此3D纸娃娃没有拆分角色的身体部分，只是分离了服装，武器等外部物件。

## 使用纸娃娃系统的网络游戏
- 瑪奇MABINOGI
- 楓之谷
- 彩虹岛 La Tale
- 魔法飞球 Pangya
- 飞飞
- 奇迹MU
- 仙境传说

## 简化版纸娃娃系统
此系统亦称Avatar系统，在游戏中，一件装备可以穿戴在玩家身上，而非放置在专用的装备栏中。但此系统最大的运用在非游戏领域，比如图形社区，BBS等。

### 中国的AVATAR纸娃娃
纸娃娃系统进入中国互联网最早是由友联网（viafriend.com）在21世纪初期自主开发的i秀，随后腾讯也在其QQ业务下推出了QQ秀。

### 使用AVATAR系统的社区
- YY大杂烩

## 外部連結
- 化身汇编
- Alluserpics （页面存档备份，存于）
- AVATAR.now.com.hk （页面存档备份，存于）
- 小蕃薯 - 蕃身館
- Avatar從PC紅到手機，用虛擬替身隨時隨地交朋友